# Уджано-ла-К'єза
Уджано-ла-К'єза (італ. Uggiano la Chiesa, сиц. Uscianu) — муніципалітет в Італії, у регіоні Апулія, провінція Лечче.
Уджано-ла-К'єза розташоване на відстані близько 540 км на схід від Рима, 180 км на південний схід від Барі, 37 км на південний схід від Лечче.
Населення — 4437 осіб (2014).

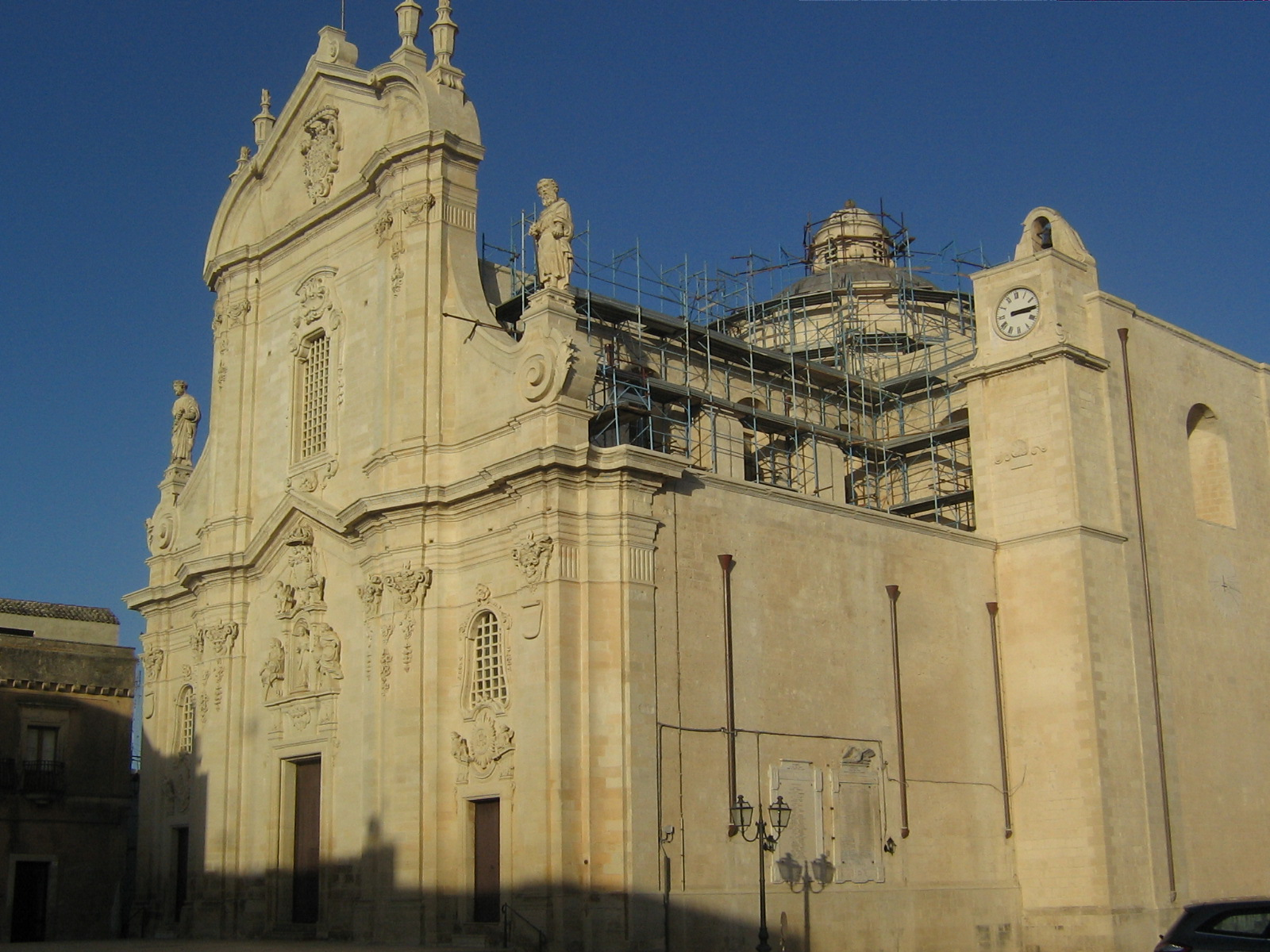

Щорічний фестиваль відбувається 22 липня. Покровитель — Santa Maria Maddalena.

## Демографія
Населення за роками:

Станом на 1 січня 2023 року в муніципалітеті офіційно проживали 162 іноземці з 29 країн, серед них 79 громадян країн Євросоюзу та 2 громадяни України.

## Сусідні муніципалітети
- Джурдіньяно
- Мінервіно-ді-Лечче
- Отранто
- Санта-Чезареа-Терме